# Micro-région de Hévíz
La micro-région de Hévíz (en hongrois : hévízi kistérség) est une micro-région statistique hongroise rassemblant plusieurs localités autour de Hévíz.